# دالة أسية
الدَّالَّةُ الأُسِّيَّةُ (بالإنجليزية: Exponential Function) هي كل دالَّة تُكتب على الشكل {\displaystyle f(x)=a^{x}} حيث {\displaystyle x\in \mathbb {R} } ، {\displaystyle a} عدد حقيقي موجب لا يساوي 1، إذا كان {\displaystyle 0<a<1} فإنَّ الدالَّة {\displaystyle a^{x}} تكون تناقصية وتُسمَّى دالَّة تضاؤل أسي، أمَّا إذا كان {\displaystyle a>1} فإنَّ الدالَّة تكون تزايدية وتُسمَّى دالَّة نمو أسي.

## دوال أسية أخرى
{\displaystyle f(x)=a^{x}+b^{2}x} أو: {\displaystyle f(x)=a^{x}+5.M^{x}-3} أو: {\displaystyle f(x)=a^{x}+e^{x}}
مثال آخر للدالة الأسية:
y = ل مرفوعة للقوة x ، وتكتب رياضيا كالآتي:
y = لx
حيث ل> صفر.
أي أن الدالة الأسية بصفة عامة:
X = yn
تستخدم في الحاسوب معادلة أسية خاصة اسمها (exp(n. وهي تعادل حالة خاصة للمعادلة الأسية التي هي أصلا {\displaystyle e^{n}} حيث e هو الثابت الطبيعي المسمى عدد أويلر. ذلك لأن الحالة الخاصة {\displaystyle e^{n}} لها استخدامات واسعة في الفيزياء والكيمياء والهندسة الكهربائية والهندسة الميكانيكية والإحصاء وغيرها من العلوم. بعض الدول العربية تستخدم «هـ» بدلا عن e.

## خواص الأسس

مشتق الدالة الأسية مساو لقيمة الدالة. لكل نقطة من المنحنى (الأزرق)، إذا رسم الخط المماس (الأحمر) والخط العمودي (الأخضر) كما هو مبين، فستكون للمثلث الذي يحددانه مع المحور الأفقي قاعدة طولها 1 (الأخضر). فيكون انحدار الخط المماس (المشتق) في النقطة مساويا لارتفاع المثلث (قيمة الدالة).

التعريف الجبري للدالة الأسية هو أنها تحول المجموع إلى جداء.
من خواص الدالة الأسية:
a0 = 1
a1 = a
الدالة العكسية للدالة الأسية هي اللوغاريتم (log) ذو الأساس a حيث تحول {\displaystyle a^{x}} إلى x وهي تحول الجداء إلى مجموع:
{\displaystyle \log(a^{x})=x\log(a)}
حيث x عدد حقيقي. الرمز log في هذه المقالة ينطبق على اللوغاريتم للأساس 10.
يمكن تحويل الدالة الأسية {\displaystyle a^{x}} إلى أي أساس آخر {\displaystyle b} :
{\displaystyle a^{x}=b^{x\cdot \log _{b}(a)}}
وتنطبق القوانين التالية عليها:
{\displaystyle a^{0}=1\,}...و... {\displaystyle a^{1}=a\,}
{\displaystyle a^{x+y}=a^{x}\cdot a^{y}}
{\displaystyle a^{x\cdot y}=(a^{x})^{y}}
{\displaystyle a^{-x}={\frac {1}{a^{x}}}=\left({\frac {1}{a}}\right)^{x}}
{\displaystyle a^{x}\cdot \ b^{x}=(a\cdot \ b)^{x}}
وتنطبق تلك القوانين على كل الأساسيات الحقيقية الموجبة {\displaystyle a\,} و{\displaystyle b\,} وعلى جميع الأساسيات الحقيقية والمركبة {\displaystyle x}.
من أهم الدوال الأسية المستعملة في العلوم مثل كالفيزياء النووية والفيزياء الذرية والكهرباء والهندسة الكهربائية هي الدالة ذات الأساس e أي {\displaystyle e^{x}} واللوغاريتم المنتسب إليها يرمز له بالرمز  ln ، ويسمى «اللوغاريتم الطبيعي».
الدالة الأسية للأساس e هي الدالة الوحيدة التي تحقق الشرطين:
{\displaystyle f'=f}
{\displaystyle f(0)=1}
أي أنها حل للمعادلة التفاضلية من الدرجة الأولى.

## الدالة الأسية للثابت الطبيعي e
هناك الحالة الخاصة عندما يكون الأساس هو الثابت الطبيعي e (تستخدم بعض البلاد العربية الثابت الطبيعي «هـ» بدلا عن المعترف به عالميا e).
وتكتب باللغة الإنجليزية:
(x = exp(n
حيث n هو الأُس للأساس الثابت الطبيعي الثابت «ه» والذي يساوي 2.718281828
وتوجد في الآلات الحاسبة لكثرة استعمالها.
أو بالتفصيل:
x = en
من خصائص الدالة الأسية للأساس الطبيعي e الخصائص التالية:
{\displaystyle \exp(x+y)=\exp(x)\cdot \exp(y)}
{\displaystyle a^{x}:=\exp(x\cdot \ln a)}
{\displaystyle a^{x}:=e^{x\cdot \ln a}}
وذلك لجميع
{\displaystyle a>0} وجميع {\displaystyle x} الحقيقية والمركبة.(ln a هو اللوغاريتم الطبيعي للأساس الطبيعي e وليس اللوغاريتم للأساس 10)

تزايد جهد المكثف مع الزمن يتبع دالة أسية للأساس e.

للدالة الأسية للأساس الطبيعي e أهمية كبرى في الفيزياء (مثل: تناقص الضغط الجوي بالارتفاع عن سطح الأرض [أنظر أسفله]) ، وفي الكيمياء (مثل: اعتماد سرعة التفاعل على درجة الحرارة)
وفي الفيزياء بالنسبة إلى الدارة الإلكترونية حيث تتزايد مثلا شحنة مكثف طبقا للدالة الأسية مع الزمن x = en حيث n = t.c حتى تكتمل سعة المكثف. وإذا عملنا على تفريغ المكثف من شحنته يتبع معدل تفريغ الشحنة مع الزمن نفس الدالة الأسية الطبيعية مع جعل الأس بالسالب، أي x = e-t.c.
- ويكون الأس n دائما عددا لا بعديا ، لكنه يتكون عادة من جزئين، ففي حالة المكثف الكهربائي على سبيل المثال يكون n = t.c حيث t الزمن ثانية و c خاصية للمكثف وحدتها [1/ثانية] ، وينتج عن حاصل ضربهما عددا لا بعديا.
- يعطينا الشكل المجاور الشكل المميز للدالة الأسية للأساس e. وطبقا لها تتغير الشحنة الكهربائية الواردة على المكثف مع الزمن حتى يمتلئ تماما.

## تعريفات أساسية للدالة الأسية للأساس e
يمكن تعريف الدالة الأسية للأساس e بعدة طرق متكافئة، على وجه التخصيص يمكن تعريفها بإستعمال متسلسلة قوى:
{\displaystyle \displaystyle e^{x}=\sum _{n=0}^{\infty }{\dfrac {x^{n}}{n!}}=1+x+{\dfrac {x^{2}}{2!}}+{\dfrac {x^{3}}{3!}}+{\dfrac {x^{4}}{4!}}+\cdots }
أقل شيوعا يمكن تعريف ex كحل للمعادلة التالية:
{\displaystyle \displaystyle x=\int _{1}^{y}{\dfrac {\mathrm {d} t}{t}}.}
هي أيضا تساوي النهاية التالية:
{\displaystyle \displaystyle e^{x}=\lim \limits _{n\to \infty }\left(1+{\dfrac {x}{n}}\right)^{n}.}

## مشتقة الدالة الأسية للأساس e
تتميز الدالة الأسية للأساس e بكونها مساوية لمشتقتها التفاضلية:
{\displaystyle {\frac {\mbox{d}}{{\mbox{d}}x}}\exp(x)=\exp(x)}
وعندما نختار لها الشرط:
{\displaystyle \exp(0)=1\;}
تصبح الدالة الأسية للثابت الطبيعي e هي الوحيدة التي تفي بذلك الشرطين. بذلك يمكن تعريف الدالة الأسية الطبيعية بأنها حل تلك المعادلة التفاضلية. عندما تكون
{\displaystyle a>0} ينتج:
{\displaystyle a^{x}=\exp(x\cdot \ln a)}
حيث ln a هو اللوغاريتم للأساس الطبيعي e وتنطبق المعادلة:
{\displaystyle {\frac {\mbox{d}}{{\mbox{d}}x}}a^{b\cdot x}=b\ln a\cdot a^{b\cdot x}}
وفي هذه المعادلة لا يلزم استبدال اللوغاريتم الطبيعي بأي لوغاريتم لأساس آخر، حيث يأتي العدد e في حساب التفاضل بطريقة «طبيعية» من نفسه.

### المعادلة التفاضلية من النوعdydx=ay+b{\displaystyle {\frac {dy}{dx}}=ay+b}حيث a و b عددان حقيقيان

دالة أسية للأساس e: ثلاثة منحنيات للتحلل الإشعاعي لثلاثة مواد لها عمر النصف مختلف.

إن حل هذه المعادلة التفاضلية عبارة عن دالة أسية بحيث {\displaystyle y(x)=\lambda e^{ax}-{\frac {b}{a}}} حيث {\displaystyle \lambda } ثابتة حقيقية تحدد بالاعتماد على الشروط البدئية
مثال:
قانون التحلل الإشعاعي لنواة الذرة:
{\displaystyle N(t)=N_{0}\,e^{-{\lambda }t}\,\!}
وتعطينا تلك المعادلة الأسية عدد الأنوية (N(t التي لم تتحلل بعد مرور الزمن t من مجموع أنوية الذرات N_0 الكلي عند البداية (عند t = 0).
وتعتمد:{\displaystyle {\lambda }\!} على نوع الذرات الموجودة في العينة، وهي خاصية من خصائص العنصر المشع، وتختلف لليورانيوم عن البلوتونيوم وعن البوتاسيوم-40 مثلا. ووحدتها 1/ثانية.

## المجاميع أسية
ليكن {\displaystyle a} عنصرا من مجموعة الأعداد الحقيقية حيث {\displaystyle a>1}
المجموع الأول 
{\displaystyle \sum _{i=0}^{n-1}{a^{i}}=a^{0}+a^{1}+a^{2}+\dots +a^{n-1}={\frac {a^{n}-1}{a-1}}}
نهاية هذا المجموع:{\displaystyle \lim _{n\rightarrow \infty }{\sum _{i=1}^{n}}{a^{i}}=+\infty }
المجموع الثاني 
{\displaystyle \sum _{i=0}^{n}{\frac {1}{a^{i}}}={\frac {1-a^{n+1}}{a^{n}-a^{n+1}}}={\frac {a^{-n}-a}{1-a}}}
نهاية هذا المجموع:{\displaystyle \lim _{n\rightarrow \infty }{\sum _{i=0}^{n}}{\frac {1}{a^{i}}}=\sum _{i=0}^{\infty }{a^{-i}}={\frac {a}{a-1}}}

## أمثلة

### مثال للدالة الأسية بصفة عامة
تزايد الميكروبات: ينقسم الميكروب إلى نصفين مكونا ميكروبين، وينقسم كل منهما إلى نصفين فيصبحوا أربعة ميكروبات. ثم تنقسم الأربعة ميكروبات وتصبح ثمانية ميكروبات.
أي يبلغ عدد الميكروبات بعد 3 انقسامات:
N = 23
N = 8
فإذا أردنا معرفة عدد الميكروبات بعد 6 انقسامات، صغنا المعادلة كالآتي:
N = 26
N = 64
أي أن عدد الميكروبات الناتجة عن ميكروب واحد بعد ستة انقسامات يبلغ 64 ميكروبا.

### امثلة للدالة الأسية للأساس الطبيعي e
التزايد السكاني:
يبلغ عدد سكان إحدى المدن 4 ملايين نسمة، فما عدد سكان المدينة بعد ستة سنوات إذا كان معدل تزايد السكان السنوي 2,5 %؟
نكتب المعادلة الآتي:
N = 4. e0,025.6
أو:
(N = 4. Exp(0,025.6
والنتيجة:
مليون نسمة N = 4,647 بعد 6 سنوات.
مثال 3 :
تكوّن النجوم: تتزايد كتلة أحد النجوم عن طريق اجتذابه للمادة حوله بمعدل 2 و0 % سنويا، فما تكون كتلته بعد 170 سنة؟.
N = 1. e0,002.170
N = 1. e0,34
باستخدام الحاسوب نحصل على زيادة كتلته بنسبة 4 و1 خلال 170 سنة.
مثال 4:
تغير كثافة الهواء بالارتفاع عن سطح الأرض. المعادلة هي:
{\displaystyle {\rho }=\rho _{b}\cdot \exp \left[{\frac {-g_{0}\cdot M\cdot (h-h_{b})}{R^{*}\cdot T_{b}}}\right]}
حيث الارتفاع h والارتفاع عند سطح الأرض {\displaystyle \ (h_{b})}.
```
(أنظر 
تغير الضغط بالارتفاع
)
```

## اقرأ أيضاً
- الدوال الإبتدائية
- تغير الضغط بالارتفاع
- توزيع بولتزمان
- احصاء ماكسويل-بولتزمان
- تجانس
- اختبار الوحدات